# Agnès Buzyn
Agnès Buzyn (París, 1 de novembre de 1962) és professora universitària, metgessa i política, ministra de Solidaritat i Salut en el Segon govern Philippe des del 17 de maig de 2017.
Especialitzada en hematologia, immunologia de càncer i trasplantaments, ha estat la major part de la seva carrera metgessa, professora i investigadora a la Universitat Paris-Descartes (París-V) i a l'hospital Necker.
Des de 2008, va assumir moltes responsabilitats com a membre de Salut i institucions públiques nuclears: presidenta del consell administratiu de l'Institut de Radioprotecció i Seguretat Nuclear (IRSN) (en francès: Institut de radioprotection et de sûreté nucléaire) (2008-2013); membre del comitè d'energia nuclear de la Comissió francesa d'Energies Alternatives i d'Energia Atòmica (CEA) (en francès: Comissariat à l'énergie atomique et aux énergies alternatives) (2009-2015); membre del consell administratiu el 2009, vicepresidenta el 2010, i presidenta des de 2011 de l'Institut Nacional del Càncer (Inca) (Institut national du cancer).
Va ser Ministra de Solidaritat i Salut sota la presidència d'Emmanuel Macron, formant part del primer govern d'Édouard Philippe des del 17 de maig de 2017, confirmada el 21 de juny de 2017 en el segon govern d'Édouard Phillipe.

## Vida
Buzyn és filla de dos supervivents de l'Holocaust, el seu pare Elie, polonès de Łódź, que va sobreviure a la mort a Buchenwald amb 16 anys, i va deixar la Palestina britànica després de la Segona Guerra Mundial. Es va convertir en un cirurgià ortopèdic a París i es va casar amb una dona jueva francesa, Etty, la família de la qual va estar amagada a França durant la guerra; es va convertir en una reconeguda psicoanalista i escriptora.
Buzyn és una qualificada doctora, hematologista i professora d'universitat. Ha estat cap de l'Institut Nacional francès del Càncer i altres juntes executives sobres salut pública. El 2016, va ser nomenada com a presidenta de l'alta Autoritat de Salut francesa, sent la primera dona en aquest càrrec. Durant diversos anys va ser física sènior i investigadora a l'hospital de nens Necker de París, ensenyant hematologia i trasplantament a la Universitat VI de París.
De 2008 a 2013, va presidir l'agència francesa per la Protecció i Seguretat Nuclear contra la Radiació (IRSN), una posició que va implicar tranquil·litzar el públic després de l'Accident nuclear de Fukushima I al Japó el 2011.
El maig de 2017, el President Emmanuel Macron la va fitxar com a ministre de salut. Buzyn mai havia estat implicada prèviament en la política de partit com altres ministres (la ministra de cultura Françoise Nyssen, la campiona d'esgrima Olímpica Laura Flessel-Colovic i l'estrella de televisió Nicolas Hulot).

## Vida personal
Buzyn va estar casada amb Pierre-Francois Veil, fill de la ministra de salut i supervivent de l'Holocaust Simone Veil, que va morir el juny de 2017. Tenen 2 fills junts.
Buzyn es va casar amb Yves Lévy, amb qui té un fill. Levy és professor d'immunologia i va encapçalar l'Institut Nacional francès de Salut i Recerca Mèdica (INSERM) des del juny de 2014.

## Controvèrsia
Ja que el Ministre de Salut i el Ministre de Recerca supervisen INSERM, hi ha hagut un Conflicte d'interessos. El 29 de maig de 2017, un decret va definir que el primer ministre francès duria a terme la supervisió a INSERM en comptes de Buzyn. La premsa francesa ha definit això com una solució impensable en països anglosaxons. Tanmateix, Buzyn és membre del comitè de recerca encarregat de l'auditoria dels candidats a director de l'INSERM. Diversos candidats van decidir no presentar-se en conèixer aquesta informació.